# Erich Mansen
Erich Mansen (* 30. Dezember 1929 in Flensburg; † 9. Juni 2012) war ein deutscher Künstler und Hochschullehrer für Malerei und Zeichnung. Zuletzt lebte er in Lichtenstein.

## Leben
Von 1950 bis 1954 studierte Erich Mansen an der Staatlichen Akademie der Bildenden Künste Karlsruhe bei den Professoren Otto Laible und Walter Becker sowie an der ENSBA in Paris bei Professor Maurice Brianchon. Danach war er von 1954 bis 1971 als Kunsterzieher an verschiedenen Gymnasien in Schleswig-Holstein, Flensburg und Reutlingen sowie am Studienseminar Tübingen tätig, dort zuletzt als Gymnasialprofessor. 1962 zog er nach Reutlingen um. Dort begann sein umfangreiches zeichnerisches Werk, und er lernte HAP Grieshaber kennen, der ebenfalls dort arbeitete und lebte.
Am 1. Oktober 1971 erfolgte seine Berufung als Professor für Malen und Zeichnen (Nachfolge Hannes Neuner) an die Staatliche Akademie der Bildenden Künste Stuttgart, ein Amt, das er bis zu seiner Emeritierung im Jahre 1995 ausübte. Neben seinem Akademie-Atelier am Weißenhof arbeitete er künstlerisch in Kißlegg/Allgäu, seit 1987 in einem Atelier in Reutlingen und seit 1993 in Lichtenstein.
Der Stadt Reutlingen schenkte Erich Mansen im September 2005 eine repräsentative Auswahl seiner Werke aus den Jahren 1965 bis 2005. Die Schenkung, bestehend aus 12 Gemälden sowie 55 Zeichnungen und Aquarellen, wurde in die Sammlung des Städtischen Kunstmuseums Spendhaus Reutlingen aufgenommen.

## Ausstellungen (Auswahl)
- 1973 Einzelausstellung: Malerei und Zeichnung, Kunstregal, Reutlingen[2]

## Schüler (Auswahl)
- Helge Barthold (* 1961), deutscher Maler
- Ea Bertrams (* 1964), bildende Künstlerin
- Jan Betke (* 1953), deutscher Kameramann
- Harald Braun (* 1959), deutscher Konzeptkünstler
- Eberhard Eckerle (1949–2023), deutscher Konzeptkünstler, Hochschulprofessor
- Jón Thor Gislason (* 1957), isländischer Maler
- Christine Gläser (* 1953), deutsche Malerin
- Petr Hrbek (1955–2012), deutscher Maler
- Beate Knapp (* 1952), deutsche Malerin
- Peter Koch (* 1958), deutscher Maler
- Bernd Behrends (* 1950), deutscher Maler
- Claus Lämmle (* 1959) (Bueroplasz), deutscher Maler und Designer
- Harald F. Müller (* 1950), deutscher Fotograf
- Alison Percival (* 1966), australische Malerin
- Platino (* 1948), deutscher Maler und Konzeptkünstler
- Hermann Zwi Szajer (* 1948), deutsch-israelischer Maler, Zeichner, Fotograf, Installationskünstler
- Friedrich Wessbecher (* 1950), deutscher Maler und Konzeptkünstler
- Willybald Platzer (* 1953), deutscher Maler und Musiker
- Irenäus Tybel (* 1963), polnisch-deutscher Maler, Grafiker und Kurator